# George Pomeroy Colley
George Pomeroy Colley, KCSI, CB, CMG (Rathangan, 1 de noviembre de 1835-Majuba Hill, 27 de febrero de 1881) fue un militar británico, que participó activamente en varias guerras coloniales a lo largo de la segunda mitad del siglo XIX. Llegó a ser gobernador y comandante en jefe de la Colonia de Natal y alto comisionado para el sudeste de África. Colley murió en acción, en la batalla de la colina de Majuba durante la primera guerra bóer.

## Biografía

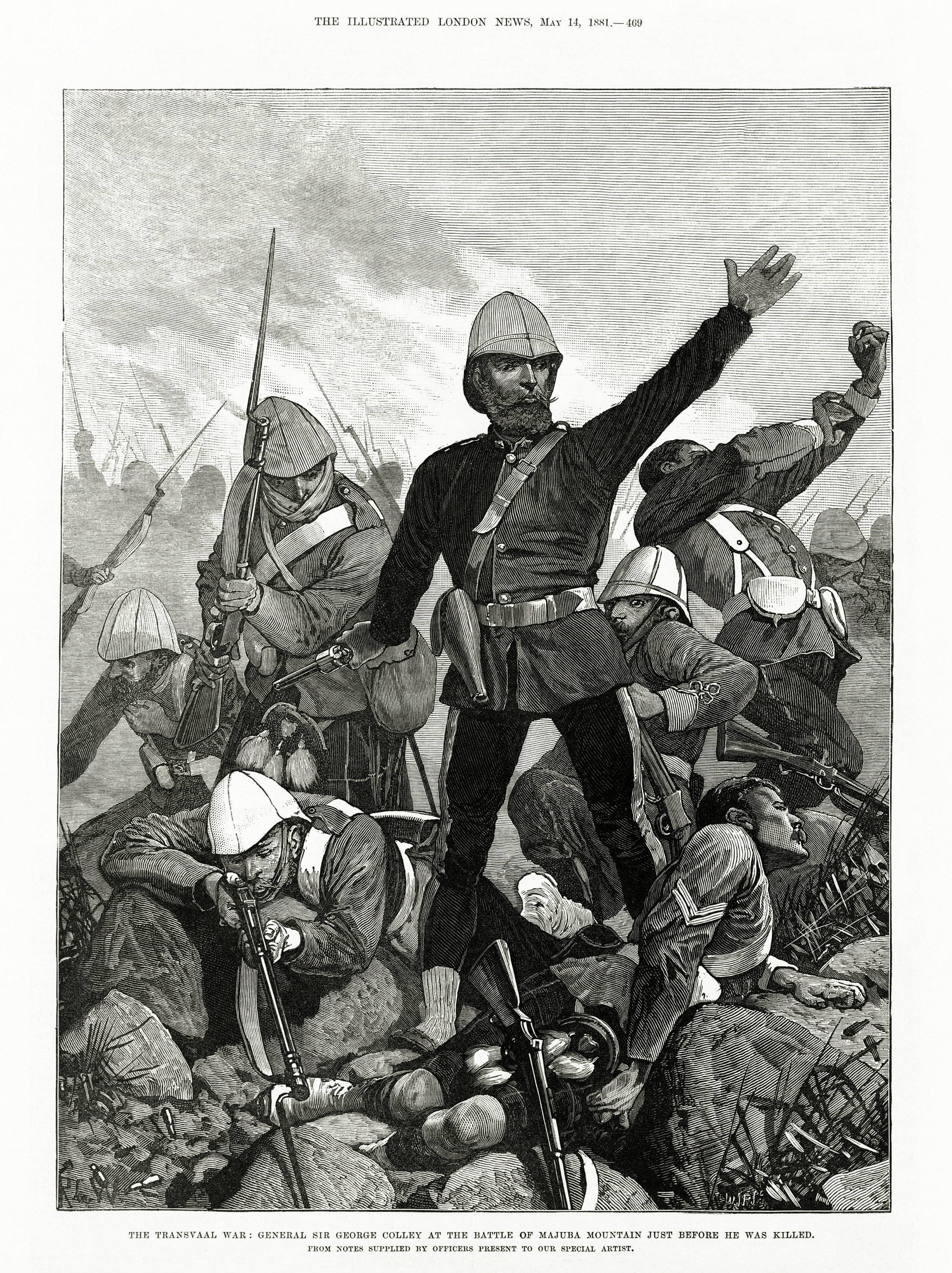
Sir George Pomeroy Colley en la Batalla de Majuba Hill.

Nacido en Rathangan, Condado de Kildare (Irlanda), era nieto del cuarto vizconde de Harberton. En 1852 se incorporó como alférez al 2.º Queen's Royal Regiment en Sandhurst y, de 1854 a 1860, sirvió en el sur de África, participando luego con su regimiento en la expedición anglo-francesa a China. Tomó parte en la captura de los fuertes de Taku y en la entrada en Pekín, volviendo posteriormente a Sudáfrica.
Después de servir como brigadier mayor en Devonport durante cinco años, se incorporó al Ministerio de Guerra en 1870 para ayudar en la preparación de una reforma del ejército. A principios de 1873 se unió a Sir Garnet Wolseley en la Costa de Oro, donde se hizo cargo del transporte en la campaña contra los ashantis, y el éxito de esta se debió en no poca medida a sus esfuerzos. Fue promovido a coronel y en 1875 acompañó a Wolseley a Natal.
Después de servir un tiempo en la India, en 1880 sucedió Wolseley en el sudeste de África, como alto comisionado y comandante general, y llevó a cabo las operaciones contra los bóeres rebeldes.
Comandante de las fuerzas británicas durante la primera guerra bóer, fue derrotado en la batalla de Laing's Nek y en la batalla de Ingogo, perdiendo la vida en la batalla de Majuba, el 27 de febrero de 1881, que puso fin a la guerra, después de que Transvaal fuese reconocido como estado independiente.
Tenía una reputación muy alta no solo por sus conocimientos teóricos de los asuntos militares, sino también como un soldado práctico.